# Nippon Columbia
Nippon Columbia (日本コロムビア株式会社, Nippon Koromubia  Kabushiki gaisha, TSE : 6791) est un label musical japonais, fondé en 1910 sous le nom Nipponophone Company.
Il s’affilie à la compagnie anglaise Columbia Graphophone en 1931, puis change son nom en 1946. Malgré son origine, il n'est pas affilié actuellement au label américain Columbia Records, qui dépend au Japon de Sony Music Entertainment Japan. Il contrôle le label américain Savoy Records. Il fête son centenaire en 2010. En 1995, il sort le premier disque de Ayumi Hamasaki, Nothing from Nothing ; à la suite de son échec faute de promotion, il renvoie celle qui deviendra sur un autre label l'une des plus grosses vendeuses de disques de l'histoire du Japon.